# Hyaloscypha
Hyaloscypha is een geslacht van schimmels behorend tot de familie Hyaloscyphaceae. De typesoort is Hyaloscypha vitreola.

## Soorten
Volgens Index Fungorum telt het geslacht 119 soorten (peildatum maart 2022):
| Soortnaam                                      | Auteur(s)                                                    | Publicatiejaar |
| ---------------------------------------------- | ------------------------------------------------------------ | -------------- |
| Hyaloscypha acerina                            | Velen.                                                       | 1934           |
| Hyaloscypha acerina                            | Velen.                                                       | 1947           |
| Hyaloscypha acicularum                         | (Velen.) Baral & Huhtinen                                    | 2009           |
| Hyaloscypha acuminatula                        | Svrček                                                       | 1978           |
| Hyaloscypha albocarpa                          | Baral                                                        | 2009           |
| Hyaloscypha albohyalina (Wit waterkelkje)      | (P. Karst.) Boud.                                            | 1907           |
| Hyaloscypha albolutea                          | (Pers.) Velen.                                               | 1934           |
| Hyaloscypha amyloideopilosa                    | Svrček                                                       | 1983           |
| Hyaloscypha atomaria                           | (Starbäck) Nannf.                                            | 1932           |
| Hyaloscypha aureliella (Harsig waterkelkje)    | (Nyl.) Huhtinen                                              | 1990           |
| Hyaloscypha australis                          | Dennis                                                       | 1955           |
| Hyaloscypha betularum                          | Svrček                                                       | 1982           |
| Hyaloscypha betulina                           | Velen.                                                       | 1934           |
| Hyaloscypha bicolor                            | (Hambl. & Sigler) Vohník, Fehrer & Réblová                   | 2018           |
| Hyaloscypha bulbopilosa                        | (Feltgen) Baral                                              | 2015           |
| Hyaloscypha candida                            | (Starbäck) Boud.                                             | 1907           |
| Hyaloscypha candidata                          | (Cooke) Boud.                                                | 1907           |
| Hyaloscypha capreolaria                        | Velen.                                                       | 1934           |
| Hyaloscypha carnosa                            | (Rodway) Spooner                                             | 1987           |
| Hyaloscypha carnosula                          | Velen.                                                       | 1934           |
| Hyaloscypha carpinacea                         | Velen.                                                       | 1934           |
| Hyaloscypha ceracella                          | (Fr.) Boud.                                                  | 1907           |
| Hyaloscypha cincinnata                         | Sherwood                                                     | 1974           |
| Hyaloscypha cladii-marisci                     | Svrček                                                       | 1986           |
| Hyaloscypha contorta                           | Velen.                                                       | 1934           |
| Hyaloscypha cretacea                           | Velen.                                                       | 1934           |
| Hyaloscypha cupularum                          | Svrček                                                       | 1987           |
| Hyaloscypha cylindrispora                      | Velen.                                                       | 1934           |
| Hyaloscypha daedaleae (Wigsporig waterkelkje)  | Velen.                                                       | 1934           |
| Hyaloscypha degenerans                         | Velen.                                                       | 1934           |
| Hyaloscypha dennisii                           | Bertault                                                     | 1977           |
| Hyaloscypha desmidiacea                        | (Voglmayr) K. Yamag., Chuaseehar. & Nakagiri                 | 2020           |
| Hyaloscypha diabolica                          | Huhtinen                                                     | 1990           |
| Hyaloscypha epilobii                           | Velen.                                                       | 1934           |
| Hyaloscypha epiporia                           | Huhtinen                                                     | 1990           |
| Hyaloscypha falcata                            | Velen.                                                       | 1934           |
| Hyaloscypha farinacea                          | (Cooke & Massee) Boud.                                       | 1907           |
| Hyaloscypha finlandica                         | (C.J.K. Wang & H.E. Wilcox) Vohník, Fehrer & Réblová         | 2018           |
| Hyaloscypha flaveola                           | (Cooke) Nannf.                                               | 1939           |
| Hyaloscypha fuckelii (Gewoon waterkelkje)      | Nannf.                                                       | 1932           |
| Hyaloscypha fuscostipitata                     | (Graddon) Baral & Huhtinen                                   | 2009           |
| Hyaloscypha hederae                            | Velen.                                                       | 1934           |
| Hyaloscypha hellebori                          | Velen.                                                       | 1934           |
| Hyaloscypha hepaticicola (Levermoswaterkelkje) | (Grelet & Croz.) Baral, Huhtinen & J.R. De Sloover           | 2009           |
| Hyaloscypha herbarum (Spireawaterkelkje)       | Velen.                                                       | 1934           |
| Hyaloscypha herbicola                          | (Svrček) Korf                                                | 1978           |
| Hyaloscypha himalayensis                       | Arendh. & R. Sharma                                          | 1986           |
| Hyaloscypha hyalina                            | (Pers.) Boud.                                                | 1907           |
| Hyaloscypha hyperici                           | Velen.                                                       | 1939           |
| Hyaloscypha hypericicola                       | Svrček                                                       | 1978           |
| Hyaloscypha incrustata                         | Velen.                                                       | 1934           |
| Hyaloscypha intacta (Maagdelijk waterkelkje)   | Svrček                                                       | 1986           |
| Hyaloscypha iridina                            | Velen.                                                       | 1934           |
| Hyaloscypha japonensis                         | (Tubaki) K. Yamag., Huhtinen, Hosoya, Chuaseehar. & Nakagiri | 2020           |
| Hyaloscypha lachnoides                         | Velen.                                                       | 1934           |
| Hyaloscypha lacustris                          | Velen.                                                       | 1947           |
| Hyaloscypha latispora                          | Huhtinen                                                     | 1990           |
| Hyaloscypha leuconica (Langharig waterkelkje)  | (Cooke ex Stev.) Nannf.                                      | 1936           |
| Hyaloscypha leucostigma                        | (Fuckel) Baral                                               | 2020           |
| Hyaloscypha lonchitidis                        | Velen.                                                       | 1934           |
| Hyaloscypha longevestita                       | Velen.                                                       | 1934           |
| Hyaloscypha loricata                           | Velen.                                                       | 1934           |
| Hyaloscypha luteola                            | S. Ahmad                                                     | 1978           |
| Hyaloscypha luteopallida                       | Svrček                                                       | 1988           |
| Hyaloscypha macrospora                         | (Matsush.) K. Yamag., Chuaseehar. & Nakagiri                 | 2020           |
| Hyaloscypha mali                               | Velen.                                                       | 1939           |
| Hyaloscypha martii                             | Velen.                                                       | 1934           |
| Hyaloscypha melinii                            | Vohník, Fehrer & Réblová                                     | 2018           |
| Hyaloscypha microcarpa                         | (Fuckel) Boud.                                               | 1907           |
| Hyaloscypha microscopica                       | Velen.                                                       | 1934           |
| Hyaloscypha microstoma                         | (Wallr.) Boud.                                               | 1907           |
| Hyaloscypha milliaria                          | Velen.                                                       | 1934           |
| Hyaloscypha minima                             | Velen.                                                       | 1934           |
| Hyaloscypha minor                              | (Rehm ex Starbäck) Boud.                                     | 1907           |
| Hyaloscypha minuta                             | (Spooner & Dennis) Baral                                     | 2015           |
| Hyaloscypha mirabilis                          | Velen.                                                       | 1934           |
| Hyaloscypha mollisiiformis                     | Velen.                                                       | 1934           |
| Hyaloscypha monodictys                         | (Hosoya & Huhtinen) J.G. Han, Hosoya, H.D. Shin              | 2014           |
| Hyaloscypha occulta                            | Huhtinen                                                     | 1990           |
| Hyaloscypha ochracea                           | Velen.                                                       | 1934           |
| Hyaloscypha oenotherae                         | Velen.                                                       | 1934           |
| Hyaloscypha oligospora                         | Velen.                                                       | 1934           |
| Hyaloscypha opalina                            | (Quél.) Boud.                                                | 1907           |
| Hyaloscypha paludicola                         | (Huhtinen) Raitv.                                            | 2004           |
| Hyaloscypha parasitica                         | (Ellis & Everh.) Sherwood                                    | 1977           |
| Hyaloscypha parenchymatosa                     | Velen.                                                       | 1934           |
| Hyaloscypha parvula                            | (De Not.) Boud.                                              | 1907           |
| Hyaloscypha pellucens                          | (Sacc.) Boud.                                                | 1907           |
| Hyaloscypha pellucida                          | Velen.                                                       | 1934           |
| Hyaloscypha priapi                             | Velen.                                                       | 1934           |
| Hyaloscypha protonematosa                      | Velen.                                                       | 1947           |
| Hyaloscypha pusilla                            | (O.F. Müll.) Boud.                                           | 1907           |
| Hyaloscypha quercicola (Cambiumwaterkelkje)    | (Velen.) Huhtinen                                            | 1990           |
| Hyaloscypha quercus                            | Nannf.                                                       | 1932           |
| Hyaloscypha resinifera                         | (Höhn.) Boud.                                                | 1907           |
| Hyaloscypha rubi-fruticosi                     | Svrček                                                       | 1978           |
| Hyaloscypha sarothamni                         | Velen.                                                       | 1934           |
| Hyaloscypha secalina                           | Velen.                                                       | 1934           |
| Hyaloscypha senilis                            | Velen.                                                       | 1934           |
| Hyaloscypha sesleriae                          | Velen.                                                       | 1934           |
| Hyaloscypha spinosae                           | Velen.                                                       | 1934           |
| Hyaloscypha spinulosa                          | (Beverw.) K. Yamag., Chuaseehar. & Nakagiri                  | 2020           |
| Hyaloscypha strobilicola                       | Huhtinen                                                     | 1990           |
| Hyaloscypha substipitata                       | Velen.                                                       | 1947           |
| Hyaloscypha subtilis                           | Velen.                                                       | 1934           |
| Hyaloscypha sulphureopilosa                    | Svrček                                                       | 1986           |
| Hyaloscypha tenuispora                         | Velen.                                                       | 1934           |
| Hyaloscypha terrestris                         | Velen.                                                       | 1934           |
| Hyaloscypha tiliae                             | Velen.                                                       | 1934           |
| Hyaloscypha trapezispora                       | Svrček                                                       | 1988           |
| Hyaloscypha typhacea                           | Velen.                                                       | 1934           |
| Hyaloscypha ulmacea                            | Velen.                                                       | 1934           |
| Hyaloscypha umbrina                            | Velen.                                                       | 1934           |
| Hyaloscypha uncinata                           | Arendh. & R. Sharma                                          | 1986           |
| Hyaloscypha usitata                            | Huhtinen                                                     | 1990           |
| Hyaloscypha variabilis                         | (Hambl. & Sigler) Vohník, Fehrer & Réblová                   | 2018           |
| Hyaloscypha vitreola (Haakcelwaterkelkje)      | (P. Karst.) Boud.                                            | 1907           |
| Hyaloscypha vraolstadiae                       | (Hambl. & Sigler) Vohník, Fehrer & Réblová                   | 2018           |
| Hyaloscypha zalewskii                          | Descals & J. Webster                                         | 1977           |